# 贝尔福-蒙贝利亚尔TGV站
贝尔福-蒙贝利亚尔TGV站（法語：Gare de Belfort - Montbéliard TGV），简称贝尔福TGV站，是法国的一个高速铁路车站，位于法国贝尔福地区省梅鲁-莫瓦勒市镇范围内，因靠近贝尔福和蒙贝利亚尔两座城市而得名。

## 位置
贝尔福-蒙贝利亚尔TGV站是法国莱茵河-罗讷河高速铁路上的一个铁路车站，于2011年12月开通运营。车站位于贝尔福市区的南部和蒙贝利亚尔市区的东北部，距离两者的距离分别为8公里和17公里。法国国道N1019线（欧洲洲道E27线）经过该站西侧并设有一个立交桥以方便进出。车站呈东西走向，其正门朝南，站前有大型露天停车场和公交车站。车站西距离贝桑松TGV站82公里，东距离米卢斯站40公里。法国国道N1019线经过该站西侧。
除法国高速铁路莱茵河-罗讷河线以外，贝尔福-蒙贝利亚尔TGV站还有一条南北走向的铁路，北侧可连接贝尔福站，南侧连接靠近瑞士边境的代勒。该线路最早建于1877年，于1993年关闭。随着贝尔福TGV站的投入使用，该线路将重新开放以方便贝尔福-蒙贝利亚尔TGV站上下车的旅客进入贝尔福市区，预计该线路将于2017年下半年投入运营。

## 停靠线路
以下列车线路在贝尔福-蒙贝利亚尔TGV站停靠：
| 贝尔福-蒙贝利亚尔TGV站列车线路表 |           |           |              |              |
| 线路                             | 车种      | 上一站    | 下一站       | 大致运行频率 |
| 巴黎—苏黎世                      | TGV Lyria | 巴黎      | 米卢斯       | 每天3趟左右  |
| 巴黎—弗赖堡                      | TGV       | 贝桑松TGV | 米卢斯       | 每天1趟      |
| 巴黎—米卢斯                      | TGV       | 贝桑松TGV | 米卢斯       | 每天1趟      |
| 里尔—米卢斯                      | TGV       | 贝桑松TGV | 米卢斯       | 每天1趟      |
| 卢森堡—蒙彼利埃/马赛             | TGV       | 米卢斯    | 贝桑松TGV    | 每天2趟      |
| 法兰克福/斯特拉斯堡/巴塞尔—马赛  | TGV       | 米卢斯    | 贝桑松TGV    | 每天2趟左右  |
| 斯特拉斯堡—里昂/蒙彼利埃         | TGV       | 米卢斯    | 贝桑松TGV    | 每天1~2趟    |
| 斯特拉斯堡—马赛                  | TGV       | 米卢斯    | 贝桑松维约特 | 每天1趟      |
| 1.                               |           |           |              |              |

## 配套交通
贝尔福-蒙贝利亚尔TGV站对应的公交车站名称为"Gare TGV"，停靠该站的公交线路包括贝尔福公交3路、24路、25路、26路、35路和93路。需要注意的是，贝尔福公交车票需要在上车前购买或短信预订。
前往蒙贝利亚尔的摆渡车，票价2.5欧元，运行时间大约35分钟，可衔接每一趟停靠于贝尔福-蒙贝利亚尔TGV站的列车。

## 临近车站
| 贝尔福-蒙贝利亚尔TGV站（Gare de Gare de Belfort - Montbéliard TGV） |                              |                           |
| 上行车站                                                            | 线路                         | 下行车站                  |
| 贝桑松TGV站←                                                        | 法国高速铁路莱茵河－罗讷河线 | →蒙特维尤站→……→米卢斯城站 |
| - 注：灰色字体为非本线线路及车站。本表仅显示运营中的线路及车站      |                              |                           |